# 472 aC
L'any 472 aC va ser un any del calendari romà prejulià. Durant la República Romana es coneixia com l'Any del consolat de Rufus i Fus, o de vegades, any 281 Ab urbe condita o de la fundació de Roma. La denominació 472 aC per a aquest any s'ha emprat des de l'edat mitjana, quan el calendari Anno Domini va ser el mètode més usat a Europa per a anomenar els anys.

## Esdeveniments

### Grècia
- Carist una ciutat a l'illa d'Eubea, després duna lluita amb Atenes, es va adherir a la lliga de Delos (data aproximada).[2]
- Trasideu, tirà d'Acragant, va ser vençut en una revolta ciutadana iniciada a causa de la seva crueltat. Va fugir a Grècia, però arrestat a Mègara, va ser executat públicament, segons diu Diodor de Sicília.[3]

### República Romana
- Publi Furi Medul·lí Fus i Luci Pinari Mamercí Rufus són elegits cònsols a Roma. Durant el seu mandat es va aprovar la llei Pinaria Furia, que no se sap amb certesa de què tractava, tot i que podria ser que tingués a veure amb la inserció de mesos bixests en el calendari romà.[4]
- Sota el seu consolat, el tribú de la plebs Voleró Publili va proposar una llei, la Lex Publilia Laetoria que proposava deixar la funció d'escollir els tribuns als comicis tribunats, esperant així excloure els patricis i els seus clients del vot i també privar-los d'influir sobre el resultat de l'escrutini.[5][6]